# Opharus procroides
Opharus procroides là một loài bướm đêm thuộc phân họ Arctiinae, họ Erebidae.